# Pseudepipona lamellifera
Pseudepipona lamellifera är en stekelart som beskrevs av Giordani Soika 1987. Pseudepipona lamellifera ingår i släktet Pseudepipona och familjen Eumenidae. Utöver nominatformen finns också underarten P. l. willowmorensis.